# Algo más en el equipaje
Algo más en el equipaje (título en inglés: One More for the Road) es una colección de 25 cuentos del escritor estadounidense Ray Bradbury publicada en 2002. Ese año, ganó el Premio Bram Stoker en la categoría de Colección de ficción.

## Contenido
| Título en inglés                                  | Título en español                                       | Año  | Primera publicación                                  |
| ------------------------------------------------- | ------------------------------------------------------- | ---- | ---------------------------------------------------- |
| First Day                                         | Primer día                                              | 2002 | One More for the Road                                |
| Heart Transplant                                  | Trasplante de corazón                                   | 1981 | Playboy, enero                                       |
| Quid Pro Quo                                      | Quid pro quo                                            | 2000 | The Magazine of Fantasy & Science Fiction, oct.-nov. |
| After the Ball                                    | Después del baile                                       | 2002 | One More for the Road                                |
| In Memoriam                                       | In memoriam                                             | 2002 | One More for the Road                                |
| Tête-à-Tête                                       | Cara a cara                                             | 2002 | One More for the Road                                |
| The Dragon Danced at Midnight                     | El dragón bailó a medianoche                            | 1966 | Cavalier, julio                                      |
| The Nineteenth                                    | El diecinueve                                           | 2002 | One More for the Road                                |
| Beasts                                            | Bestias                                                 | 2002 | One More for the Road                                |
| Autumn Afternoon                                  | Tarde de otoño                                          | 2002 | One More for the Road                                |
| Where All Is Emptiness There Is Room to Move      | Donde todo es vacío hay espacio para moverse            | 2002 | One More for the Road                                |
| One-Woman Show                                    | Mujer-espectáculo                                       | 2002 | One More for the Road                                |
| The Laurel and Hardy Alpha Centauri Farewell Tour | La gira de despedida de Laurel y Hardy en Alfa Centauro | 2000 | Amazing Stories, primavera                           |
| Leftovers                                         | Sobras                                                  | 2002 | One More for the Road                                |
| One More for the Road                             | La novela más larga del mundo                           | 2002 | One More for the Road                                |
| Tangerine                                         | Mandarina                                               | 2002 | One More for the Road                                |
| With Smiles as Wide as Summer                     | Con sonrisas anchas como el verano                      | 1961 | Clipper, noviembre                                   |
| Time Intervening                                  | El paso del tiempo                                      | 1947 | Epoch, otoño                                         |
| The Enemy in the Wheat                            | El enemigo en el trigal                                 | 1994 | New Rave, agosto                                     |
| Fore!                                             | ¡Cuidado!                                               | 2001 | The Magazine of Fantasy & Science Fiction, oct.-nov. |
| My Son, Max                                       | Mi hijo Max                                             | 1993 | American Way, 15 de junio                            |
| The F.Scott/Tolstoy/Ahab Accumulator              | El acumulador de F.Scott/Tolstói/Ahab                   | 2002 | One More for the Road                                |
| Well, What Do You Have to Say for Yourself?       | Bueno, ¿qué me vas a decir?                             | 2002 | One More for the Road                                |
| Diane de Forêt                                    | Diane de Forêt                                          | 2002 | One More for the Road                                |
| The Cricket on the Hearth                         | El grillo en el hogar                                   | 2002 | One More for the Road                                |